# Джонні Кастл
Джонні Кастл (англ. Johnny Kastl) — американський актор. Широко відомий публіці за роллю Дага Мерфі з американського серіалу «Клініка». Він починав з появи в епізодах у декількох голлівудських фільмах.

## Біографія
Актор народився в Оклахомі, а виріс у Техасі. Закінчив Університет Вашингтона в Сент-Луїсі, штат Міссурі, де отримав ступінь по біології і драмі. В університеті він був співзасновником театральної трупи під назвою «Kaktabulz».
Роль Дага в «Клініці» — перша серйозна акторська робота Джонні. Всього в «Клініці» він зіграв у 48 серіях. Під час зйомок четвертого сезону серіалу Джонні зламав обидві ноги в результаті нещасного випадку, що знайшло своє відображення у фільмі в серіях
«My Faith in Humanity» та «My Big Move». В коментарях до DVD Білл Лоуренс дав пояснення до цього випадку:
|               | Ми відчували, що перелом обох ніг - це дуже по-Даговски, тому вирішили включити це в серіал. |
| — Біл Лоуренс |                                                                                              |

Джонні — активний гравець у гольф. Він виграв змагання Big-Break All Star Challenge Scrubs телеканалу The Golf Channel, у якому брали участь актори телесеріалу «Клініка», обігравши в фіналі Роберта Масчіо (Тодд).

## Фільмографія
- Звір / The Beast — Todd Jaracki (2009)
- Клініка / Scrubs — доктор Даг Мерфі (2001—2009)
- Вероніка Марс / Veronica Mars — Eddie Nettles (2007)
- Мертва справа / Cold Case — Wes Floyd (2006)
- Там / Over There — Sergeant First Class Neeson (2005)
- Війна світів / War of the Worlds (2005) — Boston Soldier
- Ball & Chain (2004) — Monty
- Халк / Hulk (2003) — Soldier
- Подруги / Girlfriends — Guy (2002)
- I Dreamt of Bombay (2002) — Robert
- The Tempest (2001) — Boatswain